# Omar Mora Díaz
Omar Alfredo Mora Díaz (Caracas, Venezuela, 12 de mayo de 1949-Ibídem, 24 de julio de 2020) fue un abogado, juez y magistrado venezolano.

## Biografía
Mora se graduó como abogado en la Universidad Central de Venezuela.
Fue Presidente del Tribunal Supremo de Justicia de Venezuela, siendo este el primer vicepresidente del órgano judicial de Venezuela, así mismo fue el presidente de la Sala de Casación Social, cargo que desempeñaba desde el 2009.
En el 2005, fue designado como el presidente del Tribunal Supremo de Justicia de Venezuela, con 30 votos de un total de 31.